# Richard Homola
Richard Homola (* 30. listopadu 1966, Česká Lípa) je český umělecký fotograf.

## Život
Richard Homola se věnuje umělecké fotografii od roku 1993. Připravil čtyřicet šest samostatných výstav, z nichž tři proběhly v zahraničí (Německo, USA, Rakousko). V roce 2002 byl přijat za člena Asociace fotografů, z níž později vystoupil. Od roku 2008 působí v Praze a spolupracuje s Památníkem ticha Bubny na různých projektech spojených s osudem Židů.

## Dílo
Homola navazuje na tradici české velkoformátové fotografie (Josef Sudek, Karel Kuklík, Jan Reich, Emila Medková ad.), k jejímuž odkazu se také jako autor hlásí. Hlavní těžiště Homolových fotografických cyklů spočívá především v zobrazení krajiny a architektury, ve všech jejich aspektech. Sporadicky se věnuje zátiší a rovněž portrétům. Homola je autodidakt.
Autor pracuje převážně podle předem stanoveného plánu na ucelených projektech, které uzavírá výstavou. Vybírá témata, jež lze většinou charakterizovat zeměpisně, ať už jde o krajinu nebo lidské výtvory. Uvedené místo či téma nese silnou emotivní náplň, jako například cykly Bezděz, Kraj pod Vlhoští, Česká Lípa – dny a noci nebo Peklo z jeho rodného Českolipska či soubor Kláštery. Jako řada jiných českých fotografů se Homola pokusil zpracovat téma katedrály sv. Víta.
Jmenované cykly a také soubor fotografií z Irska vznikaly v letech 1993 až 2000 na střední formáty filmu 6 × 6 cm a 6 × 9 cm. Soubory vznikající od roku 2002 realizuje autor až na výjimky velkoformátovou technikou (13 × 18 cm a 20 × 25 cm) s kontaktními kopiemi. Tímto způsobem vznikly například cykly Máchovo jezero (v únoru 2007 oceněno třetím místem na fotografické soutěži „Štíty Viléma Heckela“), Český Krumlov, Kutná Hora, Telč, Venezia.
Následovaly zatím neuzavřené Středohoří, Parky, Břevnov, Pražské mosty i další drobnější pražské soubory. V publikaci Krajiny Františka Hrubína (2011) uvodil fotografiemi eseje o spisovatelově díle a životě (autorka Nikola Homolová Richtrová).
V kontextu pražského prostředí vytvořil autor cyklus fotografií zachycující atmosféru zahrady a vily architekta Otto Rothmayera před její rekonstrukcí (po 50 letech od jejího ztvárnění J. Sudkem) a inicioval společný projekt se členy uskupení Český dřevák na dané téma.
Od jara 2013 pracuje Homola na dlouhodobém projektu Svědectví terezínských zdí, který si klade za cíl plošně zmapovat území terezínského ghetta a pro příští generace zachytit co možná nejvíce stop po jeho vězních, ve spojení s konkrétními příběhy. Rovněž tento projekt je realizován na formáty negativu 18 × 24 cm a 20 × 25 cm a kontaktně kopírován z důvodu nedocenitelné obrazové kvality uvedené techniky. V tomto rozpracovaném projektu se autor mimoděk hlásí k odkazu informelu v české fotografické tvorbě.
Od roku 2018 fotografuje letadla, která ho lákala už v mládí, a příležitostně České středohoří.

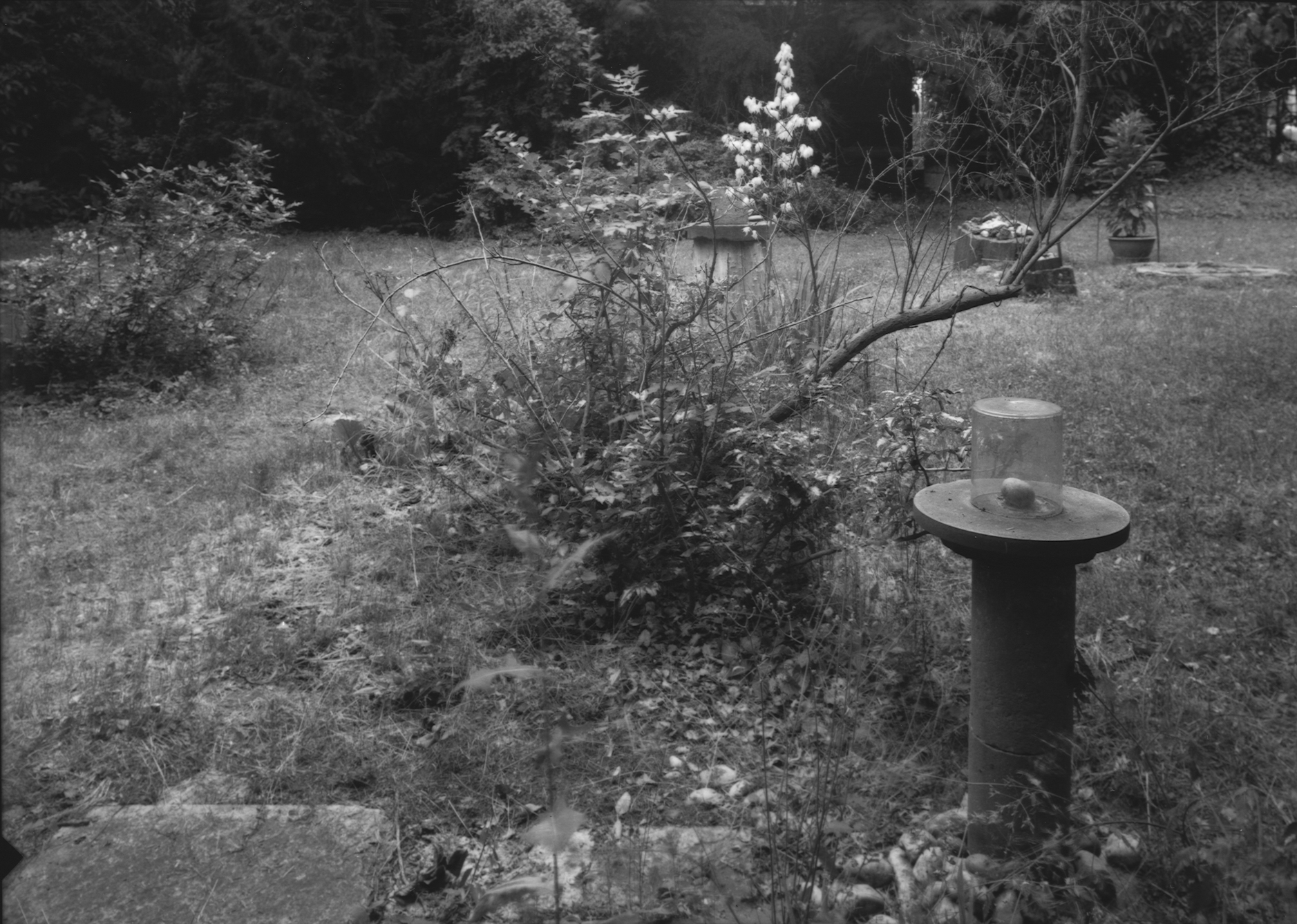
Rothmayerova zahrada, kontaktní kopie z velkoformátového negativu
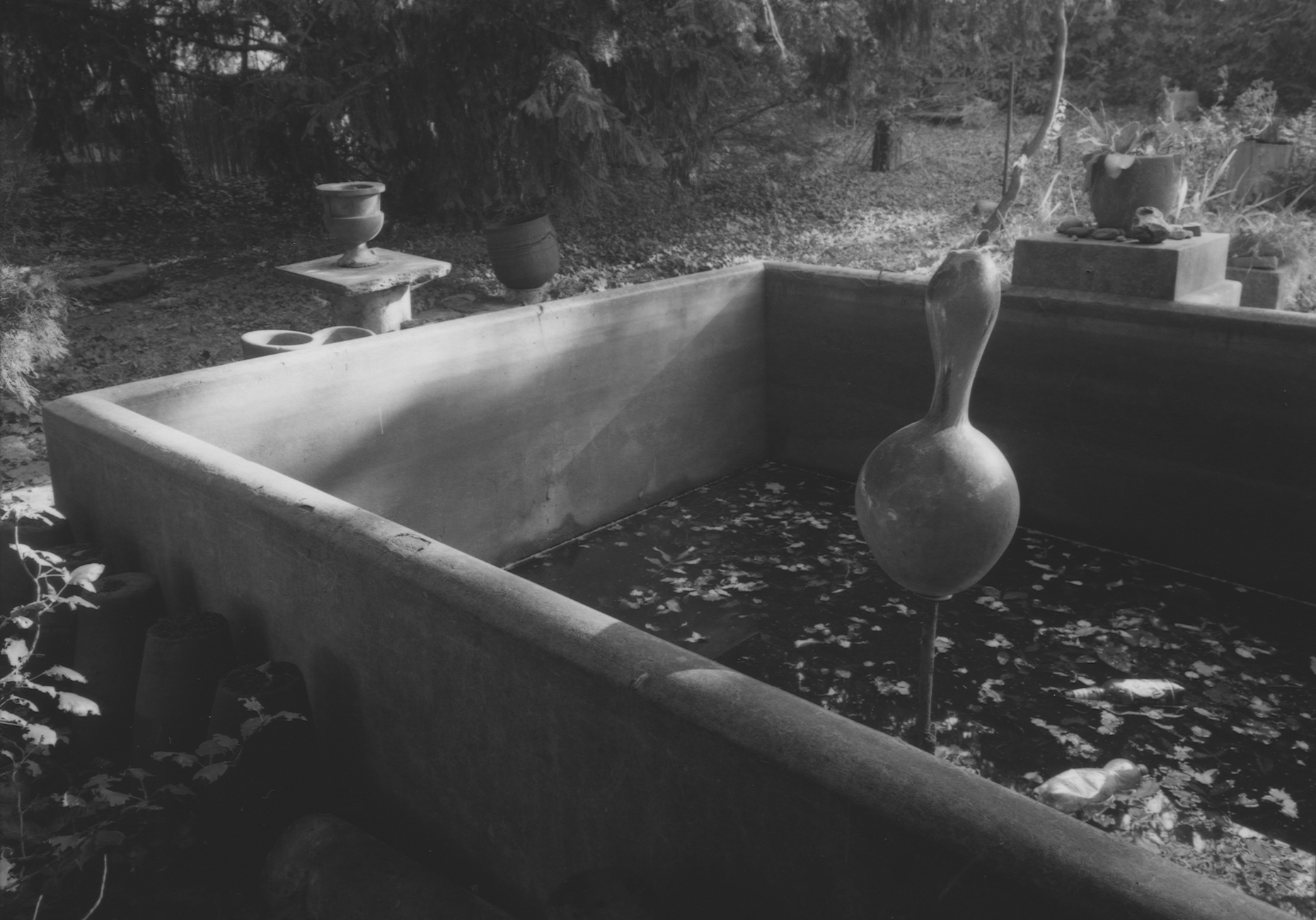
Rothmayerova zahrada
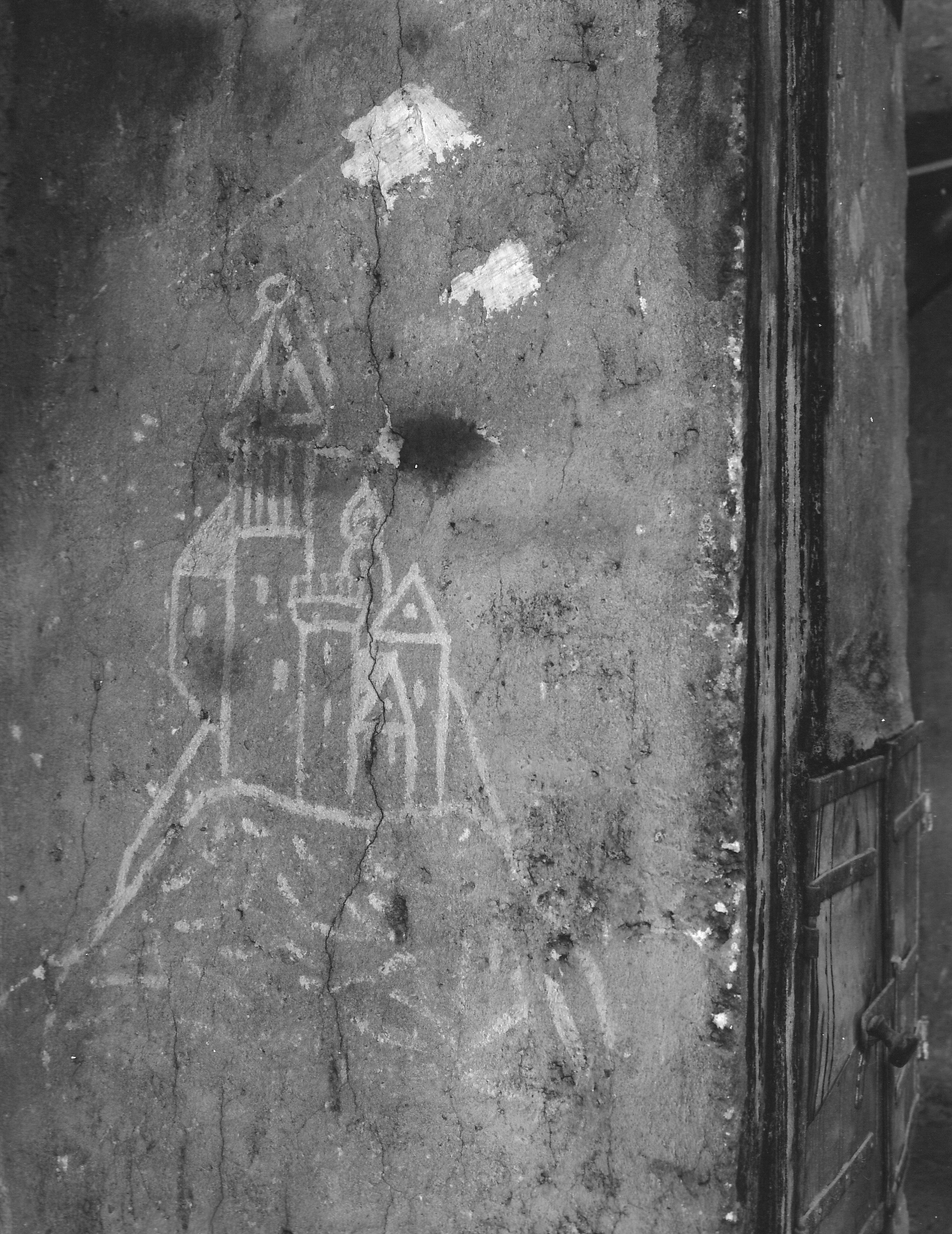
Terezín č.p. 17
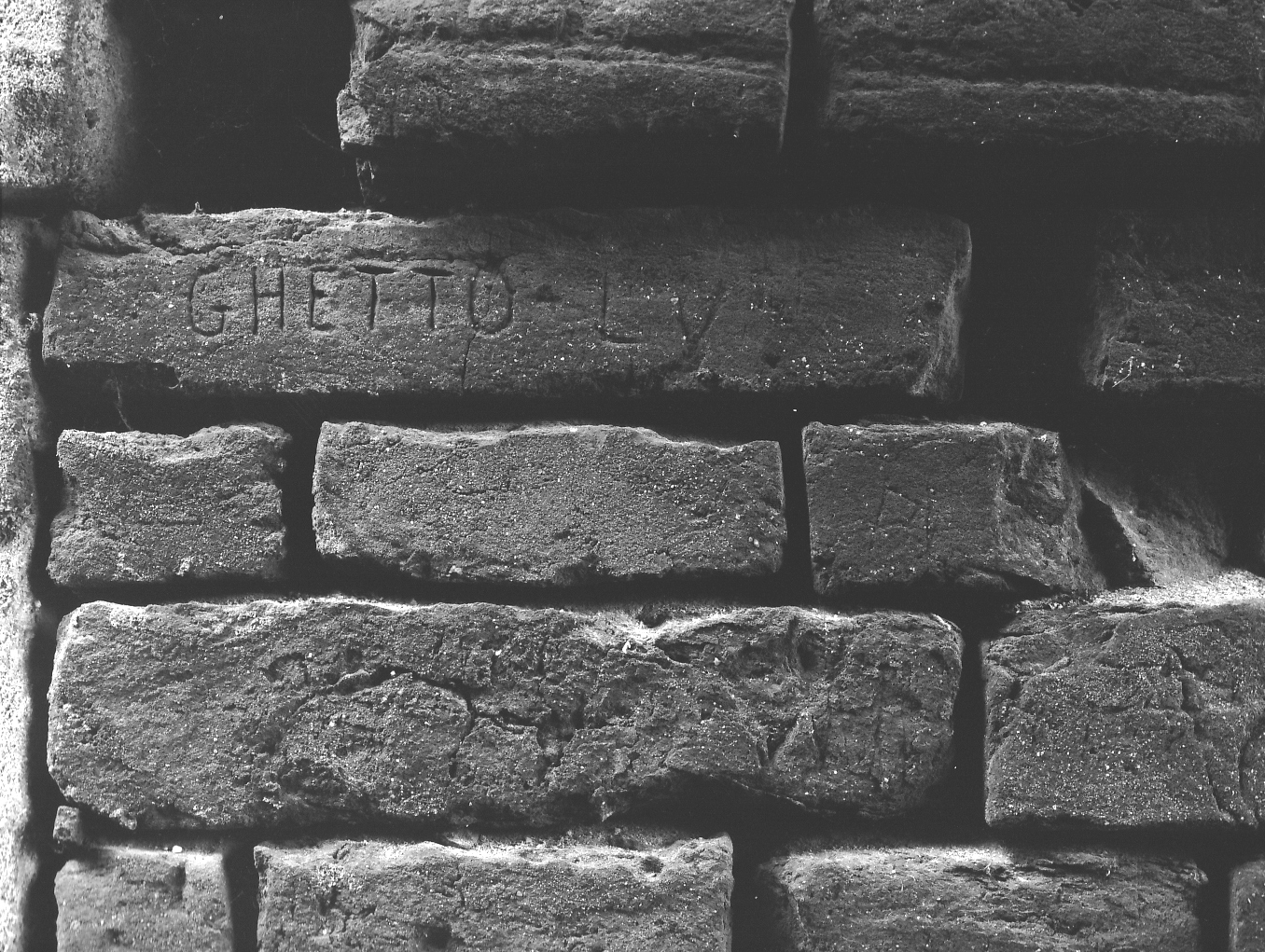
Terezín - Za Sudetskými kasárnami
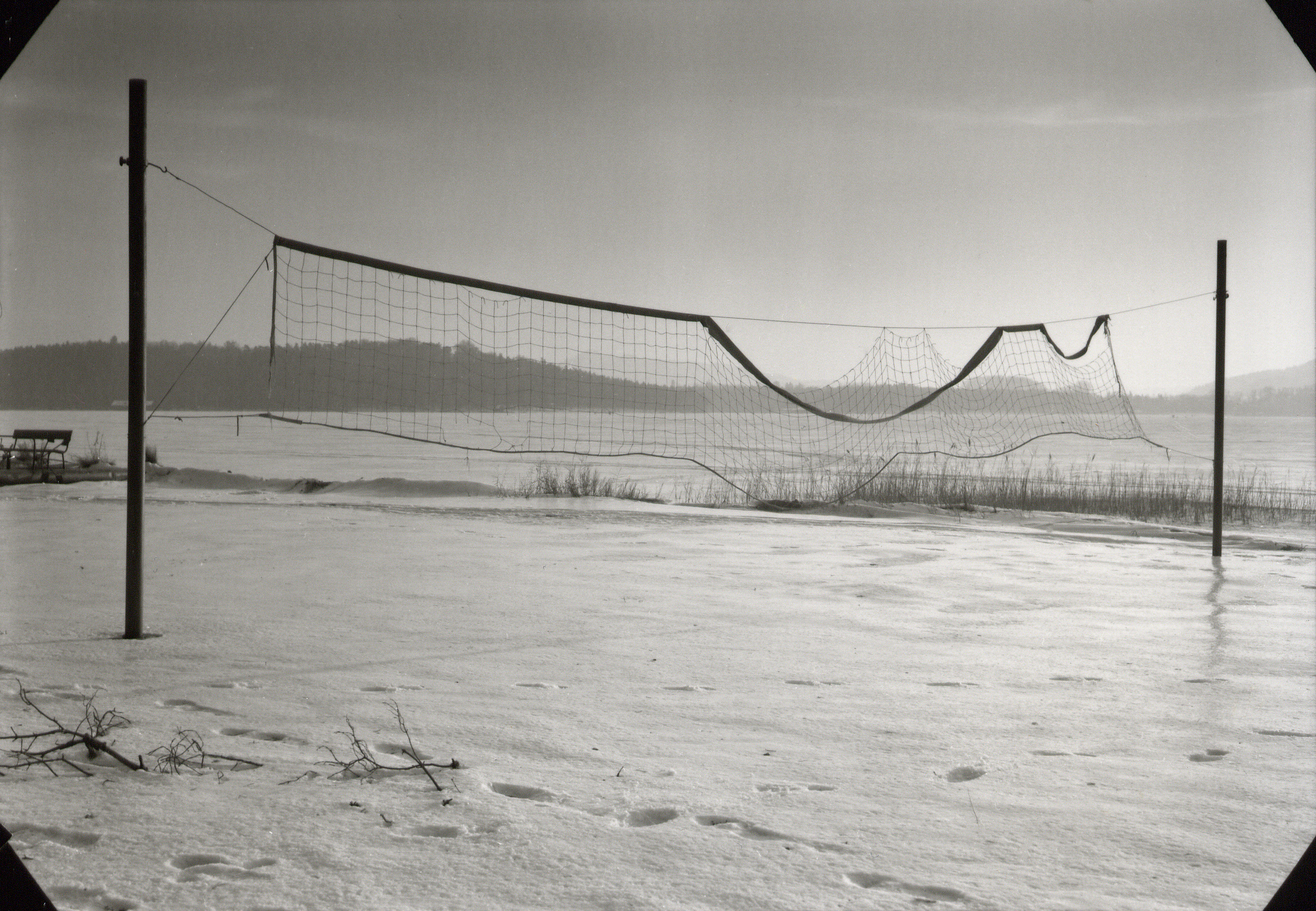
Máchovo jezero
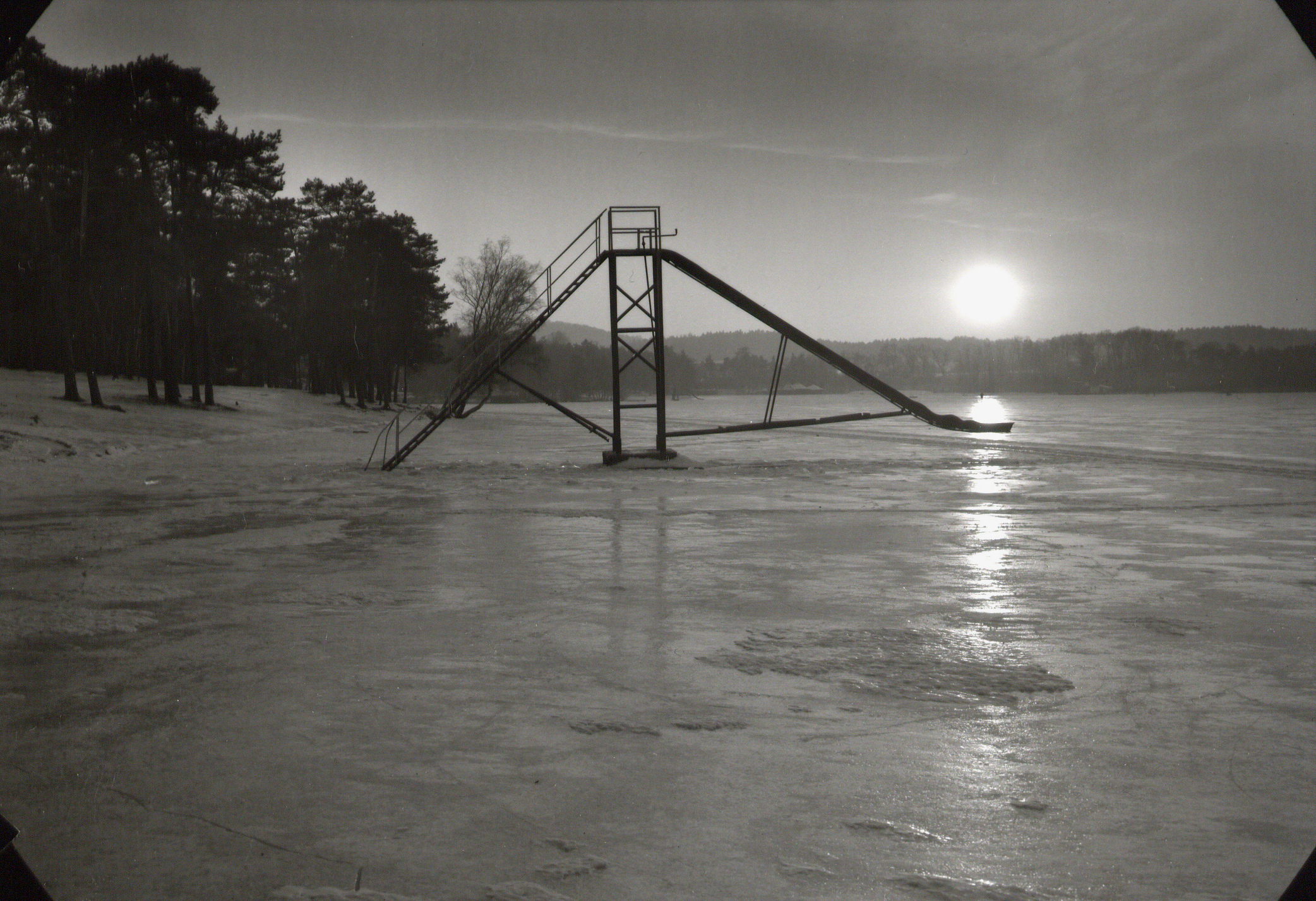
Máchovo jezero
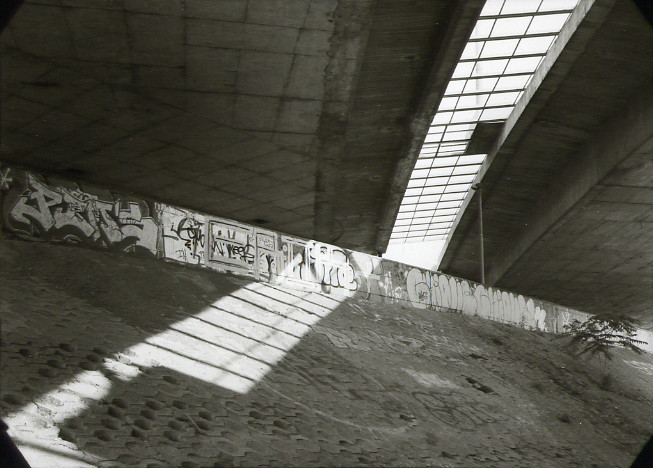
Barrandovský most
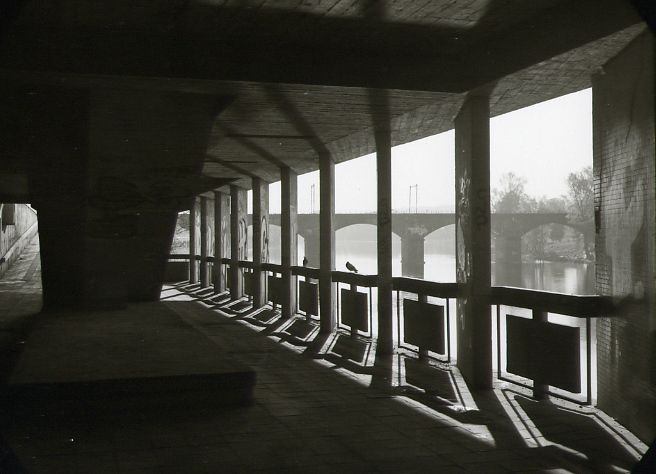
Hlávkův most
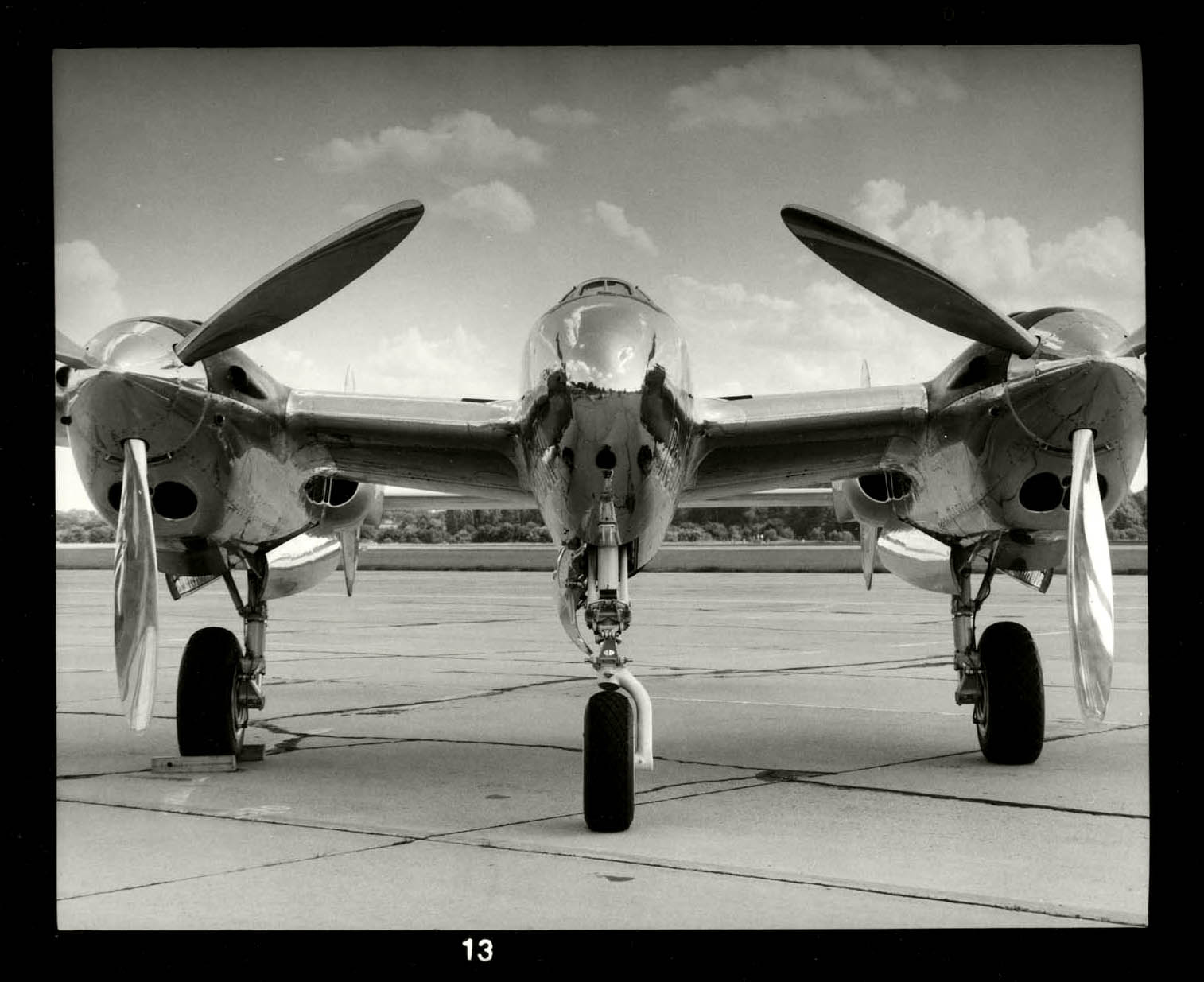
Lockheed P-38 Lightning, 2018
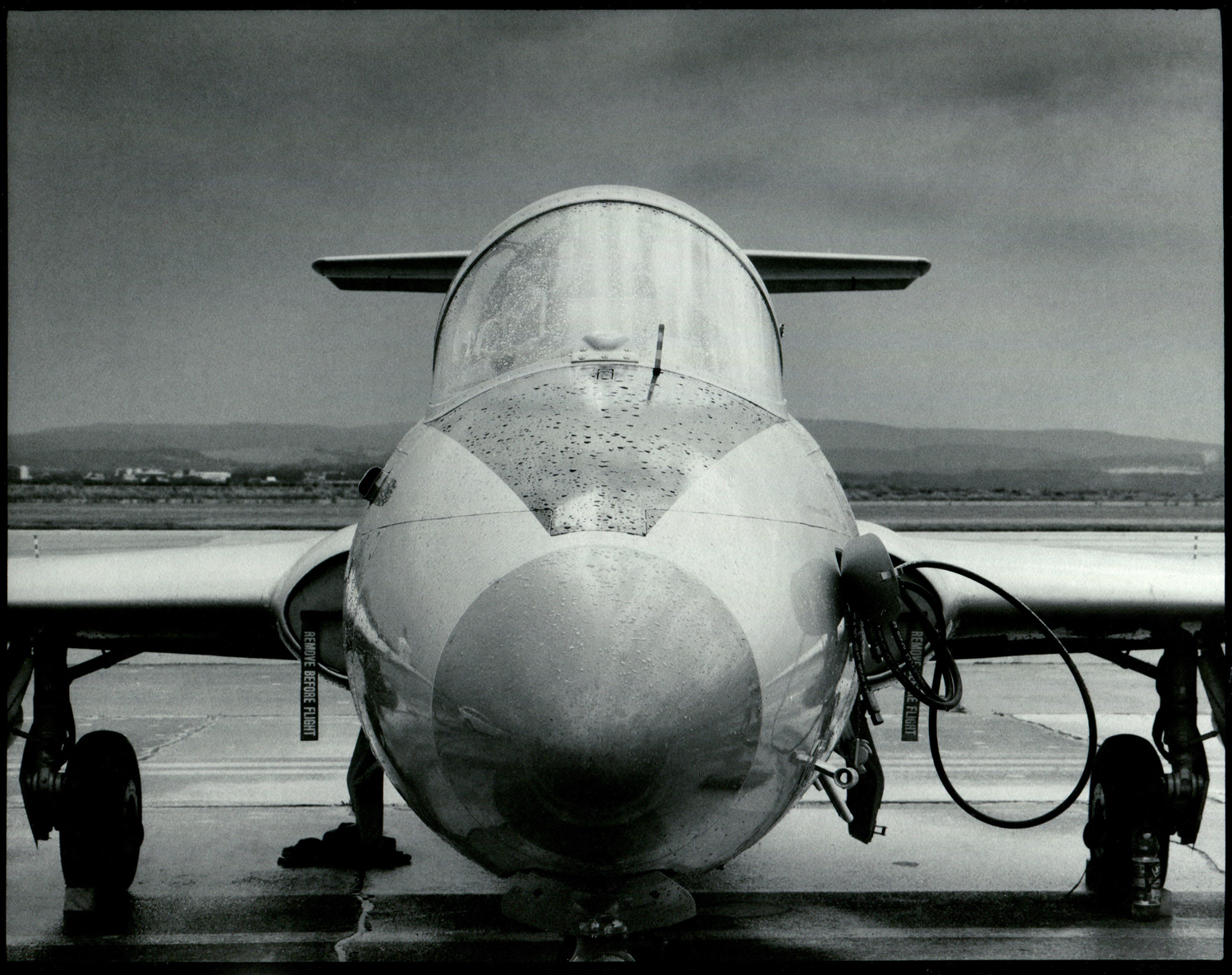
L-29 Delfín, 2019
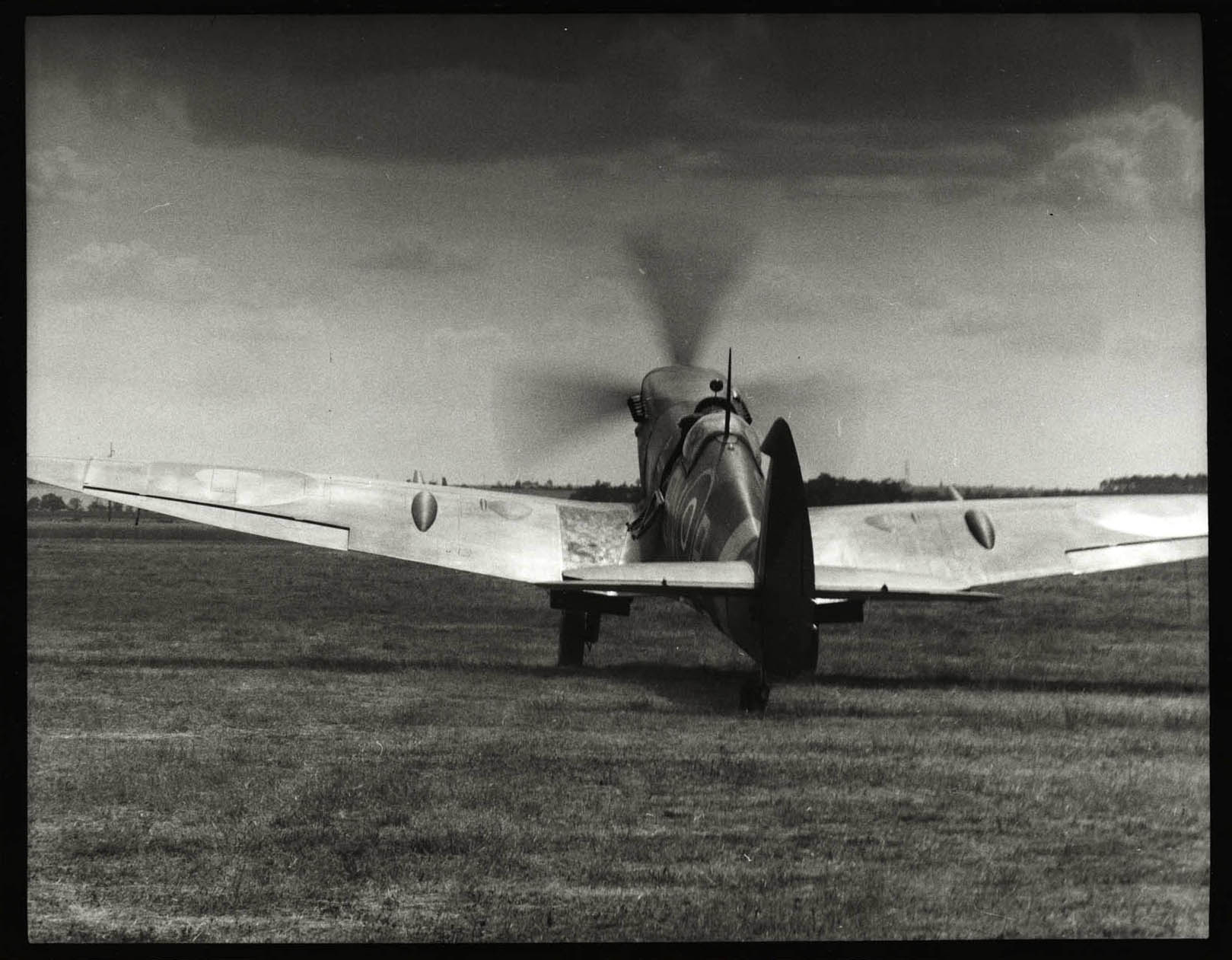
Spitfire Mk.XVI, 2019
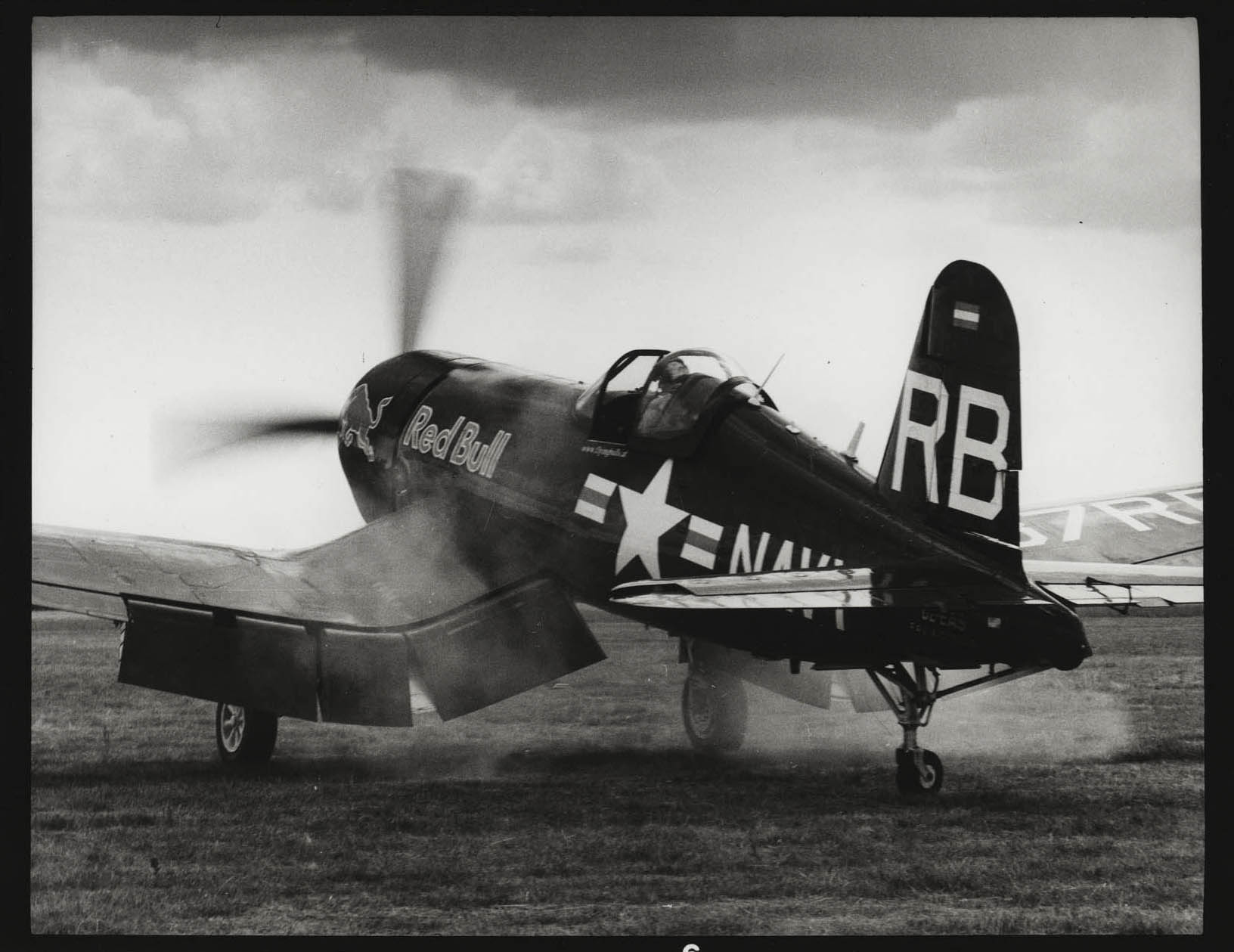
Vought F4U Corsair, 2018

### Ocenění
- 2007 fotografická soutěž Štíty Viléma Heckela (3. místo)

### Výstavy
- 1993 Rooseveltova kolej, Praha; Okresní vlastivědné muzeum, Česká Lípa; Galerie Citron, Hradec Králové
- 1994 Rooseveltova kolej, Praha; LŠU, Česká Lípa
- 1995 Jiráskovo divadlo, Česká Lípa; Infocentrum, Tábor; Kulturní dům, Litoměřice 1997 Okresní vlastivědné muzeum, Česká Lípa (Kláštery); Jiráskovo divadlo, Česká Lípa (Irsko)
- 1998 Galerie Ve dvoře, Litoměřice (Irsko); Stadtmuseum, Zittau, Německo (Kláštery); Galerie Kotnov, Tábor (Kláštery); Okresní vlastivědné muzeum, Česká Lípa (Česká Lípa – dny a noci)
- 1999 SKLO Gallery, Atlanta, USA (Kláštery)
- 2000 Státní hrad Bezděz (Bezděz)
- 2001 Diecézní muzeum, Plzeň (Kláštery)
- 2002 Dům kultury, Mimoň (Retrospektiva)
- 2003 Okresní vlastivědné muzeum, Česká Lípa (Retrospektiva)
- 2004 Vinohradské kavárenské divadlo, Praha (Portréty); Galerie Art u sv. Jošta, Český Krumlov (Český Krumlov); Galerie G4, Cheb (Kontakty a portréty)
- 2005 Pedagogická fakulta UJEP, Ústí nad Labem (Ústí nad Labem – dokument); Státní hrad Bezděz (Portréty); Okresní vlastivědné muzeum, Česká Lípa (hostem skupiny „Český dřevák“); Výstavní síň městské radnice, Telč (Telč v kontaktech)
- 2006 Pedagogická fakulta UJEP, Ústí nad Labem (Drobnosti)
- 2007 Galerie U Kozorožce, Peruc (Středohoří); soutěž Štíty Viléma Heckela, Praha, Staroměstská radnice (3. místo)
- 2008 Galerie moderního umění, Roudnice nad Labem (Mojmír Preclík – Sochy a kresby z pozůstalosti / Richard Homola – Z Preclíkovy chalupy v Kryštofově Údolí)[2]
- 2009 Jindřišská věž, Praha (Richard Homola – Pražské mosty / Josef Richtr – Pražské motivy); Galerie G4, Cheb (Karel Kuklík, Richard Homola: Praha – město návratů); Severočeská vědecká knihovna, Ústí nad Labem (Středohoří)
- 2010 Městská výstavní síň, Benešov (Nikola Homolová Richtrová, Richard Homola: Krajiny Františka Hrubína); Vlastivědné muzeum a galerie, Česká Lípa (Máchovo jezero); Malá galerie České spořitelny, Kladno (Pražské mosty); Městské muzeum Netvořice (Krajiny Františka Hrubína)
- 2011 Studijní a vědecká knihovna v Hradci Králové (Krajiny Františka Hrubína); České centrum Mezinárodního PEN klubu, Praha (Krajiny Františka Hrubína); Malá galerie České spořitelny, Kladno (Mácháč); Vinárna Divino, Praha (Venezia); Malá galerie České spořitelny, Kladno, (účast na společné výstavě Rothmayerka)
- 2012 České kulturní centrum, Vídeň (Mácháč); Národní technické muzeum, Praha (Pražské mosty)
- 2013 Ateliér Josefa Sudka, Praha (účast na společné výstavě Soumrak v zahradě Rothmayerů); Kavárna Kabinet, Praha (Fenomén Rothmayerka)
- 2014 Ars Pragensis, Praha (Vzpomínky na Rothmayerovu vilu); Malá galerie České spořitelny, Kladno (Svědectví terezínských zdí)[3]
- 2015 Svědectví terezínských zdí, České centrum Praha[4]
- 2016 Svědectví terezínských zdí, Památník ticha Bubny, Praha
- 2016 Výběr tvorby, Litoměřice, Městské divadlo
- 2016 Svědectví terezínských zdí, Brno (Vzdělávací a kulturní centrum Židovského muzea v Praze ve spolupráci s Židovskou obcí v Brně)[5]
- 2017 Svědectví terezínských zdí, Litoměřice, Galerie Gotické dvojče
- 2020 Křídla a vrtule, 3. prosinec 2020 - 28. únor 2021, Kabinet fotografie v Galerii Kladenského zámku[6]
- 2021 Svědectví terezínských zdí, Památník ticha Bubny, Praha

### Publikace
- 2008 Mojmír Preclík – Sochy a kresby z pozůstalosti / Richard Homola – Z Preclíkovy chalupy v Kryštofově Údolí (Roudnice n. L.; katalog společné výstavy)
- 2009 Richard Homola – Pražské mosty / Josef Richtr – Pražské motivy, katalog společné výstavy, 64 s., Aleš Prstek, Praha, ISBN 978-80-904164-1-3
- 2011 Krajiny Františka Hrubína, Richard Homola fotografie, Nikola Homolová Richtrová eseje, Praha, ISBN 978-80-254-9194-2